# Storia della Groenlandia

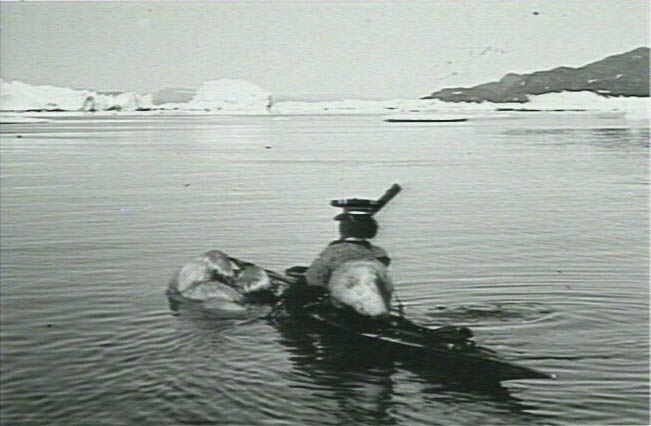
Un cacciatore di orsi polari in kayak nel primo Novecento. La caccia e la pesca sono attività molto importanti per l'economia e la stessa sopravvivenza della popolazione groenlandese.

La storia della Groenlandia, la più grande isola del mondo, è la storia della vita in condizioni estreme: un manto di ghiaccio oggi ne ricopre l'84% della superficie, limitando le attività umane principalmente alla zona costiera. Dopo un susseguirsi di ondate migratorie dall'America fin dal 2500 a.C., nel X secolo d.C. fu scoperta dai norreni provenienti dall'Islanda, che la trovarono apparentemente disabitata. Al papa Pasquale II si attribuisce la nomina del primo vescovo di Groenlandia e Terranova: si tratta di Enrico, o Henricus, che risulta così il primo vescovo in terra d'America, circa quattro secoli prima di Cristoforo Colombo.
I diretti antenati dei moderni inuit Groenlandesi arrivarono nel 1200 circa dal nord-ovest; mentre gli scandinavi sparirono dopo mezzo secolo, gli inuit si adattarono al clima e sopravvissero.
Tuttavia la Danimarca-Norvegia rivendicò il territorio, e, poiché per alcuni secoli non c'era stato contatto tra i norreni groenlandesi e gli scandinavi, nel 1721 fu inviata nell'isola una spedizione missionaria. I missionari europei iniziarono a battezzare i nativi Inuit groenlandesi e a fondare colonie commerciali lungo la costa per la creazione di un impero coloniale danese; vennero mantenuti i privilegi coloniali come il monopolio sui commerci.
Durante la seconda guerra mondiale la Danimarca perse il dominio economico e politico dell'isola, che si avvicinò così agli Stati Uniti e al Canada. Dopo la guerra il controllo dell'isola ritornò alla Danimarca, e nel 1953 lo status coloniale venne trasformato in quello di un Amt (contea) d'oltremare. La Groenlandia ebbe poi nel 1979 il diritto all'autogoverno e nel 1985 l'isola abbandonò la Comunità Economica Europea tramite referendum.

## Prime culture paleo-eschimesi
Circa 4000 anni fa, durante il lungo periodo caldo che, tra il 3000 e il 1600 a.C., rese più calda l'Artide, alcune civiltà inuit provenienti dall'Alaska e appartenenti alla Cultura Litica delle Microlame si spinsero verso est colonizzando la Groenlandia. Per il clima polare sfavorevole alla sopravvivenza, la vita in Groenlandia, uno degli avamposti umani più settentrionali, era costantemente a rischio e le varie civiltà che ci vissero sono sorte e estinte nel corso dei secoli. Del periodo precedente all'esplorazione scandinava della Groenlandia, l'archeologia può dare solo datazioni approssimative:
- Cultura Saqqaq: XXV - IX secolo a.C. (Groenlandia Meridionale).
- Cultura Indipendenza I: XXIV - XIV secolo a.C. (Groenlandia Settentrionale)
- Cultura Indipendenza II: VIII - I secolo a.C. (Estrema Groenlandia Settentrionale).
- Primo Dorset (o Dorset I): VII secolo a.C. - II secolo d.C. (Groenlandia Meridionale).

La civiltà Saqqaq (così chiamata dal luogo di molti ritrovamenti archeologici, Saqqaq) fu la prima civiltà a stanziarsi nella parte sud-occidentale della Groenlandia e visse dal 2500 all'800 a.C. circa. Questa civiltà coesistette con la civiltà Indipendenza I della Groenlandia settentrionale (che si sviluppò intorno al 2400 a.C. e durò fino al 1300 a.C. circa). I Saqqaq, che erano giunti in Groenlandia dal Canada, scomparvero misteriosamente quando il clima divenne più freddo. La sua principali caratteristica è l'uso di microliti (piccoli oggetti di pietra). La società era egualitaria e basata su legami familiari. L'economia era basata sulla caccia sulla caccia e sulla raccolta, e i cani erano stati addomesticati.
A seguito della misteriosa scomparsa dei Saqqaq emerse un'altra civiltà: la Cultura Indipendenza II nella Groenlandia settentrionale. La cultura Indipendenza II è stata considerata una via di mezzo tra le prime civiltà e la cultura Dorset, che arrivò in Groenlandia nel 700 a.C. circa; recenti studi hanno ipotizzato che la cultura Indipendenza II e la cultura I Dorset potrebbero essere la stessa civiltà. Per questo motivo le varie culture groenlandesi sono state chiamate con il nome di "Dorset groenlandese." I più recenti manufatti della cultura Indipendenza II risalgono al secondo o primo secolo a.C.
La Cultura Primo Dorset visse in Groenlandia fino al 300 d.C. circa, e sono stati rinvenuti manufatti a nord della Terra di Inglefield sulla costa occidentale e nell'area Dove Bugt sulla costa orientale. I Dorset nel 300 a.C. abbandonarono la Groenlandia per andare a stanziarsi nel Canada centrale. La maggior parte degli studiosi ritiene che, dopo il collasso della cultura Primo Dorset, l'isola rimase disabitata per diversi secoli, fino all'arrivo della Cultura Tardo Dorset, che giunse in Groenlandia nell'800 circa (Diamond, a p. 271 del libro Collasso, sostiene che i Dorset tornarono in Groenlandia nel 700 circa). La Cultura Tardo Dorset si stabilì nella parte nord-occidentale dell'isola, e scomparve nel 1300 circa. I Dorset cacciavano foche e trichechi oltre a numerosi animali terrestri come i caribù, gli orsi polari e gli uccelli. I Dorset erano però tecnologicamente più arretrati degli Inuit e di alcune delle civiltà artiche sue predecessori: infatti non avevano cani, necessari per mettere in moto le slitte, e ciò limitava i loro movimenti; inoltre non usavano né l'arco né le frecce né avevano barche rivestite da pelli animali, che erano necessarie per la caccia alla balena. Poiché non potevano cacciare la balena e dunque non potevano sfamare molta gente, gli insediamenti Dorset erano molto piccoli, composti per lo più da una-due case, ognuna ospitante al massimo 10 persone.

## Insediamento nordico
Intorno al 980 circa i Norreni islandesi scoprirono la Groenlandia e, trovandola disabitata, si insediarono sulla costa sud-occidentale. Il termine Groenlandia (Grønland, Terra Verde) ha le sue radici in questa colonizzazione ed è generalmente attribuito a Erik il Rosso (gli Inuit la chiamavano Kalaallit Nunaat, "Nostra Terra"). Sono state fatte delle congetture sul suo significato: alcuni hanno sostenuto che le coste in questione erano letteralmente verdi all'epoca, grazie al periodo caldo medievale, al punto che alcuni coloni Norreni vi praticavano alcune forme di economia agricola; altri ipotizzano che il nome fosse in parte dovuto ad un tentativo promozionale per invogliare la gente a insediarvisi, rendendone il nome più attraente. Due fonti primarie, il Libro degli Islandesi (Íslendingabók) e La Saga di Erik il Rosso (Eiríks saga rauða), affermano che «Egli [Erik il Rosso] chiamò la terra Groenlandia, dicendo che la gente sarebbe stata più disposta ad insediarsi lì se avesse avuto un buon nome». Le condizioni climatiche e ambientali della Groenlandia nel X secolo potrebbero essere state comunque molto più miti e ospitali di quelle odierne.
Erik il Rosso venne esiliato dall'Islanda per un periodo di tre anni a causa di un omicidio e navigò verso la Groenlandia, esplorando la costa e reclamando per sé alcune terre; fece poi ritorno in Islanda per portare gente a colonizzare la Groenlandia. La data di fondazione della colonia secondo le saghe norrene sarebbe stata il 985, quando 25 navi partirono guidate da Erik il Rosso (solo 14 arrivarono in Groenlandia). Il periodo effettivamente coincide con quello calcolato tramite la datazione al radiocarbonio di alcuni resti del primo insediamento a Brattahlid (oggi Qassiarsuk), che diedero una data attorno all'anno mille. Secondo la leggenda, fu sempre nel 1000 che il figlio di Erik, Leif Ericson, lasciò l'insediamento per scoprire Vinland (che generalmente si presume fosse situata in Terranova).
Questa colonia era divisa in tre insediamenti: l'Insediamento Orientale, il più grande, e l'Insediamento Occidentale (con una dimensione massima di circa 1.000 persone), e l'ancora più piccolo Insediamento Centrale (quest'ultimo è spesso considerato come parte dell'Insediamento Orientale); sono note almeno 400 fattorie. Vi potrebbero aver abitato dalle 2000 alle 10.000 persone, secondo le stime degli studiosi. Stime più recenti come quelle del Dr. Niels Lynnerup in "Vikings: The North Atlantic Saga by Fitzhugh Ww and William W. Fitzhugh", tendono a diminuire il numero degli abitanti stimati. Rovine di circa 600 fattorie sono state rinvenute nei due insediamenti, 500 nell'insediamento orientale, 95 in quello occidentale, e 20 in quello Centrale. Era una colonia di dimensioni significative (la popolazione dell'odierna Groenlandia è di sole 56.000 persone) che portò avanti con l'Europa il commercio dell'avorio dalle zanne dei trichechi, oltre a esportare pecore, foche e pellame, secondo i documenti dell'epoca; è possibile che si svolgesse anche il commercio dello stoccafisso (merluzzo essiccato). La colonia importava dall'Europa (Islanda e Norvegia) alcuni beni primari che scarseggiavano in Groenlandia e di cui aveva assoluto bisogno: ferro, legno (in particolare per la costruzione di imbarcazioni) e catrame (utilizzato come lubrificante). Per la pericolosità del viaggio (molte navi naufragarono), i contatti commerciali tra la Groenlandia e la madrepatria non erano molto frequenti: spesso passavano anche degli anni tra un viaggio e un altro.

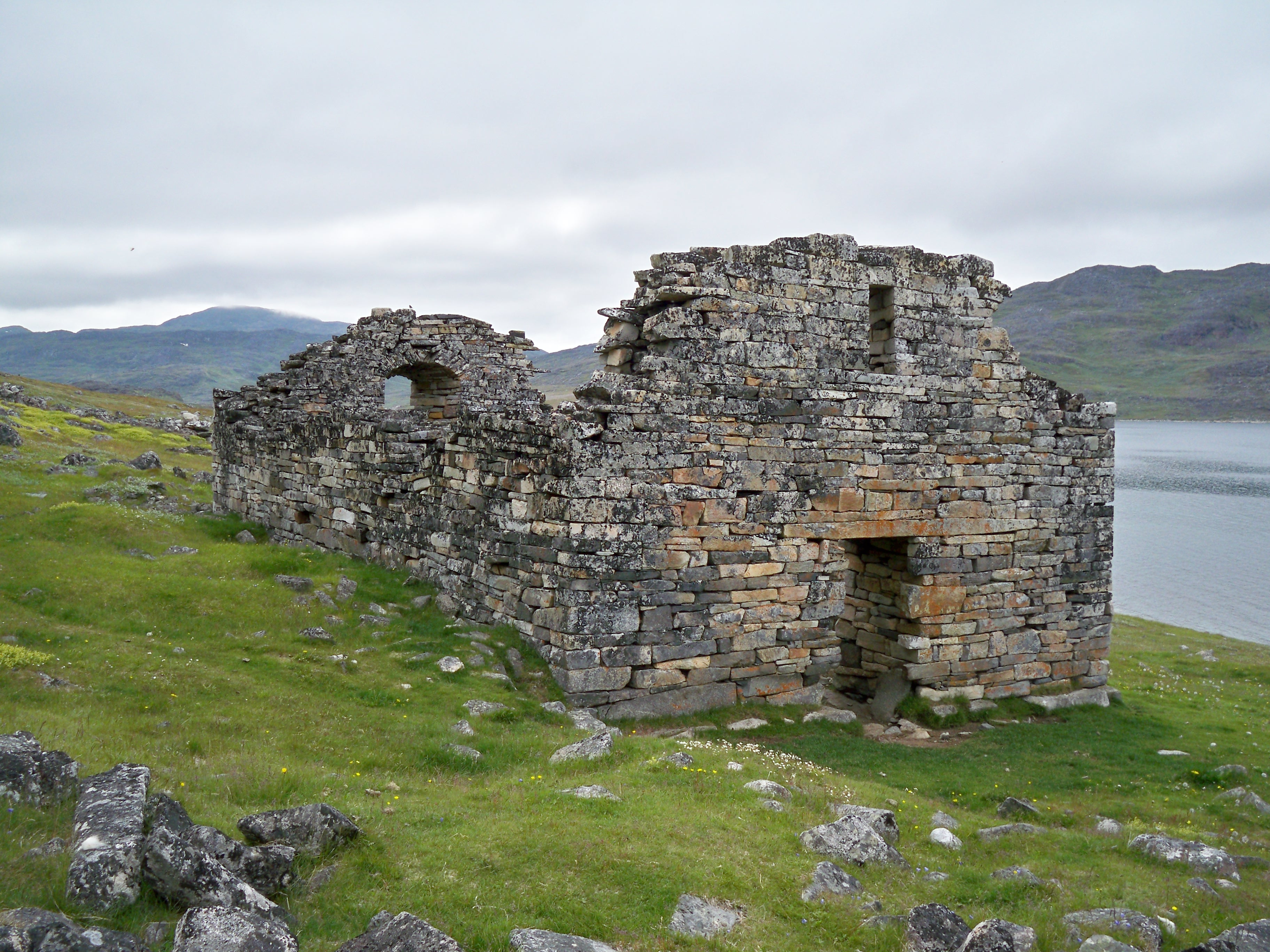
Le ultime registrazioni scritte dei Norreni groenlandesi risalgono ad un matrimonio del 1408 nella chiesa di Hvalsey – oggi la meglio conservata delle rovine Norrene.

La Groenlandia era tuttavia ancora priva di un vescovo, senza il quale era impossibile consacrare le chiese e cresimare i fedeli; per questo motivo nel 1118 il groenlandese Einar Sokkason giunse in Norvegia per convincere il re a nominare un vescovo, porgendogli in dono come incentivo un orso polare vivo e delle zanne di tricheco. Tale opera di persuasione ebbe effetto e nel 1126 venne fondata una diocesi a Garðar (oggi Igaliku), soggetta all'arcidiocesi norvegese di Nidaros (oggi Trondheim). Il primo vescovo fu Arnald; egli, dopo un iniziale rifiuto, accettò l'offerta da parte dal re norvegese Sigurd Jorsalfar di diventare il primo vescovo di Groenlandia, ma solo a patto che lui e i possedimenti della Chiesa venissero difesi da Einar Sokkason, figlio di un potente capo locale; tale vicenda, narrata dalla Saga di Einar Sokkason, dimostra che quella groenlandese era una società violenta. La diocesi comprendeva una cattedrale, tredici grandi parrocchiali, altre chiese più piccole e un convento di suore. Nel 1257 il re di Norvegia Haakon Haakonson cercò di convincere i Groenlandesi a riconoscere la sua sovranità e a questo scopo inviò nella colonia tre commissari. Dopo alcuni anni di trattative, nel 1261 la popolazione accettò la sovranità del Re di Norvegia, anche se continuò ad avere le proprie leggi; in cambio del riconoscimento ottennero dal re la promessa di far giungere in Groenlandia almeno due navi all'anno. Nel 1397, con l'Unione di Kalmar, la Norvegia entrò in unione personale con il Regno di Danimarca e con la Svezia. Dopo essere inizialmente fioriti, gli insediamenti scandinavi declinarono nel XIV secolo: l'Insediamento Occidentale venne abbandonato attorno al 1360 e nel 1378 non c'era più un vescovo a Garðar.
Nel 1408 venne registrato a Hvalsey il matrimonio tra Torstein Olafsson e Sigrid Bjørnsdatter: da allora pochissime registrazioni scritte menzionano i coloni. Vi fu una corrispondenza tra il Papa e il vescovo Bertold af Garde nello stesso anno. Il cartografo danese Claudius Clavus sembra aver visitato la Groenlandia nel 1420 da quanto risulta da documenti redatti da Nicola Germano ed Enrico Martello che avevano accesso alle originali note cartografiche e mappe di Clavus. Due manoscritti matematici contenenti la seconda carta della mappa della Groenlandia realizzata da Claudius Clavus durante il suo viaggio in Groenlandia venne rinvenuta nel tardo XX secolo dagli studiosi danesi Bjönbo e Petersen. (Fonte: originali in Hofbibliothek a Vienna. A Greenlander in Norway, on visit?, è anche menzionato in un Diploma norvegese risalente al 1426, [Peder Grønlendiger]).
In una lettera datata 1448, il Papa Nicola V ordinò ai vescovi di Skálholt e Hólar (le due diocesi dell'Islanda) di inviare agli abitanti della Groenlandia dei preti e un vescovo, che non avevano più a causa dell'apparente venuta dei pagani che distrussero la maggior parte delle chiese e avevano portato via la popolazione come prigionieri.
È probabile che l'Insediamento Orientale fosse completamente abbandonato nel tardo XV secolo anche se non è stata stabilita una data esatta.

## La fine degli insediamenti norreni in Groenlandia
Ci sono molte teorie sul perché gli insediamenti norreni in Groenlandia si estinsero. Jared Diamond, autore di Collasso. Come le società scelgono di morire o vivere, suggerisce che cinque fattori contribuirono alla morte della colonia groenlandese: danni ambientali, cambiamenti climatici, vicini ostili, perdita di contatti con la madrepatria e l'atteggiamento conservatore della società, che impedì ai Groenlandesi di adattarsi alla Groenlandia. L'investigazione di questi fattori ha portato a numerosi studi e a nuove scoperte. The Frozen Echo, di Kirsten Seaver, contesta alcune delle teorie più generalmente accettate circa la scomparsa della colonia groenlandese: ad esempio, la Seaver suppone che la colonia groenlandese fosse più sana di quanto si ritenga comunemente e che i groenlandesi non morirono semplicemente di fame; piuttosto, avrebbero potuto essere spazzati via dagli Indiani o da un attacco europeo di cui non si ha notizia, oppure abbandonarono la colonia per tornare in Islanda o per stabilirsi nel Vinland.
Quella del danno ambientale è una delle teorie dovute al territorio inospitale. La Groenlandia era molto più fredda dell'Islanda e della Norvegia; la fredda corrente della Groenlandia Occidentale, che scorreva giù dall'Artico, produceva inverni lunghi e il clima imprevedibile si modificava annualmente. L'unica vegetazione presente erano Ciperacee e in rare occasioni arbusti nani. L'analisi dei sedimenti lacustri, una vera miniera di reperti tra i quali ricordiamo pollini e piante fossili, dimostra che i groenlandesi dovettero affrontare sia l'erosione del suolo che la deforestazione, processi che ebbero inizio proprio con il loro arrivo; infatti, poiché il terreno non era adatto all'agricoltura, i groenlandesi si diedero alla pastorizia e alla caccia per procurarsi il cibo; per creare dei pascoli vennero però costretti a bruciare molte foreste, dando origine a un processo di deforestazione che venne ulteriormente accelerato dagli animali da pascolo che danneggiavano la vegetazione calpestandola o estirpandola, impedendo così la sua rigenerazione. La deforestazione ebbe gravi conseguenze per i coloni, tra cui la carenza di legname, che furono costretti a importare dalla madrepatria, e l'impossibilità di lavorare il ferro, la cui estrazione richiedeva temperature molto elevate e una quantità immensa di legname che, come già detto, era presente in scarse quantità; l'impossibilità di lavorare il ferro fece sì che molti oggetti, che erano di solito di ferro, in Groenlandia venissero fabbricati con altri materiali (tra cui chiodi di legno e frecce di corna di caribù); la carenza di ferro rese inoltre impossibile la fabbricazione di armi potenti come le spade, svantaggiando quindi i Norreni negli scontri contro gli Inuit, contro i quali armi di ferro sarebbero state determinanti. L'erosione e la rimozione della copertura erbosa determinò invece la scomparsa graduale dei pascoli.
Per raccogliere informazioni utili sulle condizioni climatiche della Groenlandia prima dell'era glaciale e verificare l'ipotesi del raffreddamento climatico gli scienziati hanno perforato la calotta di ghiaccio della Groenlandia. Gli isotopi di ossigeno provenienti dal ghiaccio fanno dedurre che il periodo caldo medievale provocò un clima più mite in Groenlandia, che durò approssimativamente dall'800 al 1200. Comunque, nel Trecento il clima iniziò gradualmente a raffreddarsi e la cosiddetta "piccola era glaciale" raggiunse il picco massimo in Groenlandia intorno al 1420. Durante gli scavi archeologici nelle prime fattorie Norreni in Groenlandia e Islanda sono stati rinvenuti nei mucchi di rifiuti più ossa di pecore e capre che di maiali e mucche.

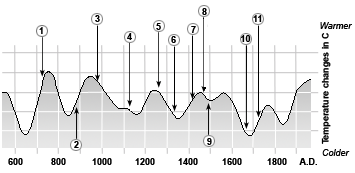
Grafico delle temperature groenlandesi dal 500 al 1990, basate su analisi dei campioni di ghiaccio. Le temperature annuali in °C sono mostrate sull'asse verticale; i periodi sono sull'asse orizzontale; i numeri sono momenti importanti della storia groenlandese. 1. 700-750: il popolo Tardo Dorset si insedia nel nord della Groenlandia; 2. IX secolo: i Norreni sbarcano sull'isola; 3. 1000: i Norrenii si insediano sull'isola; 4. XII secolo: i Thule si insediano nella Groenlandia Settentrionale; 5. XIII secolo: la cultura Tardo Dorset scompare; 6. XIV secolo: l'Insediamento Occidentale scompare; 7. 1408: il matrimonio di Hvalsey è l'ultimo documento scritto della dominazione norreni; 8. XV secolo: l'Insediamento Orientale scompare; 9. 1497: Giovanni Caboto è il primo europeo dopo i Norreni a sbarcare nel Labrador; 10. 1600-1750: Piccola Era Glaciale; 11. 1721: Hans Egede sbarca in Groenlandia

Poiché gli inverni divennero man mano sempre più freddi, non c'erano praticamente possibilità per i Groenlandesi di far crescere erba da fieno. Nei depositi di una fattoria di un capo tribù della metà del XIV secolo furono rinvenuti un gran numero di resti di bestiame e caribù, mentre in una fattoria più povera a soli pochi chilometri di distanza, non furono rinvenuti resti di animali domestici ma solo foche. Campioni di ossa dai cimiteri norreni groenlandesi confermano che la composizione della tipica dieta groenlandese era passata da un 20% di animali migratori all'80%.
Anche i contatti ostili tra Inuit e Norreni giocarono un ruolo fondamentale per la scomparsa dei Norreni groenlandesi. Gli Inuit erano i successori dei Dorset, che migrarono a sud e giunsero infine a contatto con i norreni poco dopo il 1150. Le fonti che descrivono i contatti tra le due culture sono poche; in esse i norreni si riferivano agli Inuit (e ai nativi del Vinland) con il termine skræling (miserabili in antico norvegese). Gli Annali Islandesi sono una delle poche fonti esistenti che confermano contatti tra Norreni e Inuit: essi riportano un incontro ostile tra Inuit e Norreni nel corso del quale vennero uccisi diciotto groenlandesi e due ragazzi vennero ridotti in schiavitù. Dalle fonti antiche conservatesi si ricava che i contatti tra Norreni e Inuit furono ostili fin dal primo incontro:
(Fonte primaria: Storia della Groenlandia. Testo riportato in Diamond, p. 276.)
Gli storici hanno imparato molto sugli Inuit dai racconti popolari degli Eskimo. Il rinvenimento di molti manufatti norreni in siti Inuit suggerisce agli studiosi che essi li avessero ottenuti o commerciando con i Norreni o, in alternativa, derubandoli; questi ultimi invece non sembrarono mostrare lo stesso interesse negli Inuit perché nessuna traccia di manufatti Inuit è stata trovata nei due loro insediamenti, né impararono dagli Inuit le tecniche per la navigazione con il kayak o per la caccia alla foca. Alcuni ritrovamenti dimostrano che nel 1300 gli Inuit avevano espanso i loro insediamenti invernali fino ai fiordi esterni dell'Insediamento Occidentale; intorno al 1360, i Norreni avevano completamente abbandonato tale insediamento, come risulta dall'opera Descrizione della Groenlandia redatta nel 1362 dal prete norvegese Ivar Bardarson:
(Descrizione della Groenlandia)
In condizioni di tempo mite, una nave poteva fare un viaggio di 360 km dall'Islanda alla Groenlandia nel giro di un paio di settimane. I groenlandesi dovevano tenersi in contatto con Islanda e Norvegia per importare beni primari che scarseggiavano nella loro patria; inoltre non potevano costruirsi le proprie navi, e dipendevano dai mercanti islandesi o dalle spedizioni di legname dal Vinland.
Le saghe norrene menzionano i viaggi commerciali degli islandesi in Groenlandia. I capi tribù e i proprietari di grandi fattorie avevano il controllo dei traffici; i primi commerciavano con le navi straniere e diffondevano i prodotti nelle fattorie circostanti. Il bene principale dei groenlandesi erano le zanne dei trichechi, che venivano usate in Europa principalmente come sostituto dell'avorio degli elefanti, il cui commercio era stato bloccato dai conflitti con il mondo islamico; molti studiosi credono che il monopolio reale norvegese sulle spedizioni contribuì alla fine del commercio e dei contatti. Comunque, la cristianità e l'europeizzazione influenzarono pesantemente i groenlandesi per gran parte del XIV e XV secolo. Nel 1921 uno storico danese, Paul Norland, trovò nel cortile di una chiesa dei resti umani provenienti dall'Insediamento Orientale: i corpi erano abbigliati con vestiti medioevali del XV secolo, senza indicazioni di malnutrizione o di deteriorazione genetica; molti avevano crocifissi attorno ai colli, e le braccia incrociate come in posa di preghiera.
I registri papali attestano che i groenlandesi vennero esentati dal pagare la loro decima nel 1345 perché la colonia soffriva per la povertà. Nel 1368 avvenne l'ultimo viaggio in Groenlandia della nave regia norvegese, l'unica imbarcazione che poteva attraccare nell'isola per la legge del monopolio regio; l'anno successivo la nave affondò. In seguito all'affondamento della nave regia ci furono altre imbarcazioni a sbarcare in Groenlandia (viaggi del 1381, 1382, 1385 e del 1406), tutte ufficialmente sbarcate nell'isola perché fuori rotta; in realtà una tale motivazione era evidentemente una scusa per sbarcare in Groenlandia senza infrangere la legge del monopolio regio, e per vendere a prezzi elevati ai Groenlandesi merci di cui avevano assoluto bisogno, dato anche l'isolamento della Groenlandia dalla madrepatria. L'ultima nave a raggiungere la Groenlandia fu una nave islandese "portata fuori rotta" che raggiunse la Groenlandia nel 1406 e ritornò in patria nel 1410 con le ultime notizie dalla Groenlandia: la morte di una donna accusata di aver sedotto degli uomini con la stregoneria e che venne bruciata viva per questo, e il matrimonio del capitano della nave, Thorsteinn Ólafsson, con un'altra islandese, Sigridur Björnsdóttir. Tuttavia secondo alcuni storici questo potrebbe non essere l'ultimo viaggio in Groenlandia da parte di navi europee; potrebbero esserci stati (almeno fino al 1480 circa) altri viaggi successivi di cui non si ha notizia.
Infine, l'ultimo dei cinque fattori suggerisce che i Norreni semplicemente non riuscirono ad adattarsi alla Groenlandia. Analizzando le saghe norrene si hanno indicazioni che alcuni dei Norreni lasciarono la Groenlandia in cerca di un luogo chiamato Vinland, ma quando dei nativi ostili ferirono diversi di questi Norreni, essi fecero ritorno in Groenlandia. Ovviamente i Norreni sapevano che la Groenlandia non poteva essere un luogo permanente dove stabilirsi, per via dei succitati fattori; cionondimeno, la colonia fu in grado di sopravvivere per circa 450 anni. Probabilmente la scomparsa dei Norreni groenlandesi non fu causata da un singolo fattore. Tra questi, merita un approfondimento il mancato consumo di pesce, certificato dalla mancanza di resti di pesce tra i loro rifiuti: islandesi, Inuit e i moderni groenlandesi consumano molto pesce, ma qualcosa causò il rigetto di questo tipo di alimento da parte dei coloni. Secondo un'ipotesi di Jared Diamond, una delle prime autorità della colonia (forse Erik il Rosso stesso) avrebbe subito un'intossicazione alimentare da pesce e, poiché i groenlandesi non erano pronti per prendersi dei rischi in un ambiente tanto ostile, il tabù sarebbe stato trasmesso alle generazioni successive. Ebbe un ruolo decisivo per l'estinzione dell'insediamento nordico in Groenlandia anche il rifiuto da parte dei Norreni di apprendere dagli Inuit le loro tecniche all'avanguardia di caccia e di pesca, che avrebbero potuto essere molto utili alla sopravvivenza.

## Culture del Tardo Dorset e di Thule

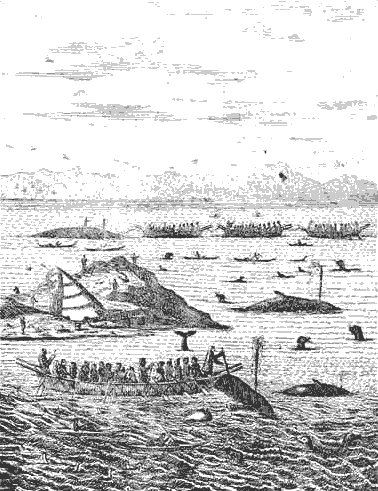
I Thule erano abili balenieri, come ritratto dal missionario norvegese Hans Egede nel XVIII secolo.

I norreni potrebbero non essere stati soli sull'isola quando arrivarono: un nuovo influsso di popolazioni artiche da ovest, la cultura Tardo Dorset, potrebbe essere antecedente. Comunque questa cultura fu limitata all'estremo nord-ovest della Groenlandia, lontana dai norreni che vivevano sulla costa meridionale. Alcuni reperti potrebbero indicare questa cultura come leggermente antecedente agli insediamenti islandesi; scomparve attorno al 1300, circa la stessa epoca in cui sparì il più occidentale degli insediamenti norreni. Nella regione di questa cultura, reperti archeologici attestano l'esistenza di siti di raduno in cui si riunivano un numero di famiglie che va da quattro a trenta; esse, nel corso del loro ciclo di spostamenti, vivevano assieme in questi siti per un breve periodo.
Attorno al 1200, un'altra cultura artica (i Thule) arrivò da ovest, dopo essere emersa 200 anni prima in Alaska; si insediarono a sud della cultura Tardo Dorset occupando vaste aree delle coste occidentali e orientali della Groenlandia. Questo popolo, antenato dei moderni Inuit, era dedito prevalentemente alla caccia di quasi tutti gli animali terrestri e marini, soprattutto orsi polari e balene; i Thule, sempre meglio insediati, disponevano di grandi scorte di cibo per evitare la carestia invernale. I primi Thule evitavano le latitudini più settentrionali, che divennero popolate nuovamente dopo una nuova immigrazione dal Canada nel XVIII secolo.
La natura dei contatti tra culture Thule, Dorset e norrena non è ancora ben conosciuta; alcuni studiosi ritengono comunque che ci possano essere stati degli scambi commerciali tra Norreni e le popolazioni Inuit. Il livello di contatto è attualmente oggetto di ampio dibattito, e probabilmente include commerci norreni con i Thule o i Dorset in Canada o possibili ricerche di oggetti nei siti norreni abbandonati (si veda Maine penny). Finora non sono stati rinvenuti prodotti norreni in siti archeologici Dorset; gli unici oggetti norreni trovati sono stati classificati come "oggetti esotici". Alcune incisioni su attrezzi che ritraggono delle barbe provano l'esistenza di contatti con i Norreni. Alcune storie raccontano di conflitti armati tra Inuit e Norreni e di rapimenti da ambo le parti: gli Inuit potrebbero aver ridotto le fonti di cibo dei Norreni, dislocandole su terreni di caccia lungo la parte centrale della costa ovest. Questi conflitti potrebbero essere uno dei fattori che contribuirono alla scomparsa della cultura norrena e di quella del Tardo Dorset, anche se pochi studiosi li ritengono il motivo principale; qualunque sia la causa di quel misterioso evento, la cultura Thule si destreggiò meglio, senza estinguersi.

## Colonizzazione danese

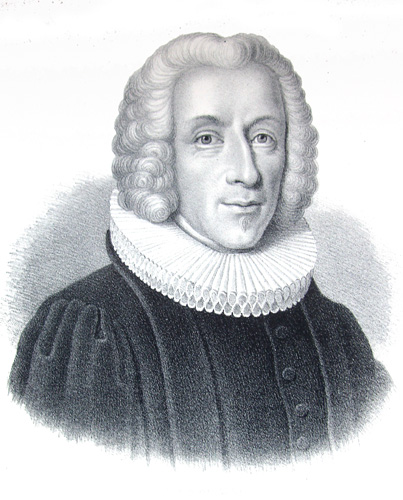
Il missionario Hans Egede

Nel 1536 Danimarca e Norvegia divennero ufficialmente un'unica nazione e la Groenlandia cominciò ad essere vista come una dipendenza danese, piuttosto che una norvegese. Anche dopo l'interruzione dei contatti, il re danese continuò a reclamare la sovranità sull'isola: intorno al 1660 ciò venne sottolineato dall'inclusione di un orso polare nello stemma danese (dal 1959 viene usato solo nello stemma della famiglia reale). Nel XVII secolo la caccia alla balena portò navi inglesi, olandesi e tedesche in Groenlandia, dove le balene venivano talvolta lavorate a riva, ma non venne creato alcun insediamento permanente; nel corso di queste spedizioni vi furono degli scambi commerciali tra Inuit ed Europei; questi ultimi rapirono alcuni Inuit per esporli nella loro patria come fenomeni da baraccone. In Groenlandia giunse nel 1607 anche una spedizione danese-norvegese con lo scopo di andare alla ricerca dell'Insediamento Orientale; tuttavia i danesi-norvegesi si fecero ingannare dal nome ed esplorarono la costa orientale della Groenlandia (invece di quella sud-occidentale, dove si trovava l'insediamento) senza risultato. Nel 1721 una spedizione congiunta clericale-commerciale, guidata dal missionario norvegese Hans Egede, venne inviata in Groenlandia: la preoccupazione era sapere se vi era rimasta una civiltà e se essa potesse essere ancora cattolica, 200 anni dopo la riforma protestante, o se avesse addirittura abbandonato del tutto la cristianità; la spedizione può essere vista anche come parte della colonizzazione danese delle Americhe. Gradualmente, la Groenlandia si aprì alle compagnie commerciali danesi, e si chiuse a quelle di altre nazioni; questa nuova colonia era incentrata a Godthåb ("Buona Speranza") sulla costa meridionale. Alcuni degli Inuit che vivevano vicino alle stazioni commerciali vennero convertiti al cristianesimo.
Quando la Norvegia dopo le guerre napoleoniche si separò dalla Danimarca nel 1814, le colonie, compresa la Groenlandia, rimasero danesi. Il XIX secolo vide un aumentato interesse nella regione da parte degli esploratori polari e di scienziati come William Scoresby e Knud Rasmussen. Allo stesso tempo, l'elemento coloniale della prima civilizzazione danese in Groenlandia, orientato al commercio, crebbe; le attività missionarie ebbero grande successo e nel 1861 venne fondato il primo giornale in lingua groenlandese, Atuagagdliutit. La legge danese però si applicava solo ai coloni danesi.
Al volgere del XIX secolo, la parte settentrionale della Groenlandia era ancora praticamente disabitata; vi si trovavano solo sparsi rifugi utilizzati nelle battute di caccia. Durante quel secolo comunque, nuove famiglie Inuit immigrarono dal Canada per stabilirsi in queste aree. L'ultimo gruppo dal Canada arrivò nel 1864; nello stesso periodo, la parte orientale dell'isola si spopolò con il peggiorare delle condizioni economiche.
Nel 1867, il segretario di stato degli Stati Uniti William H. Seward negoziò l'acquisto dell'Alaska dall'Impero russo. Quell'anno considerò anche l'idea dell'annessione da parte degli Stati Uniti sia della Groenlandia che dell'Islanda come "degna di seria considerazione". Nel 1868 le negoziazioni del segretario per l'acquisto sia della Groenlandia che dell'Islanda dalla Danimarca per 5,5 milioni di dollari in oro erano presumibilmente "quasi completate". Robert J. Walker, come Seward un sostenitore dell'espansionismo americano, presentò un rapporto che il segretario di stato aveva richiesto sulle due isole. Il governo pubblicò il rapporto sempre nel 1868 (A Report on the Resources of Iceland and Greenland) ma Seward non fece alcuna offerta, probabilmente perché il Congresso degli Stati Uniti non aveva approvato un trattato per acquisire le Indie occidentali danesi. 
Le prime elezioni democratiche per le assemblee distrettuali della Groenlandia si tennero nel 1862-1863, anche se non fu prevista nessuna assemblea per l'intera isola. Nel 1911, vennero introdotti due consigli provinciali, uno per la Groenlandia Settentrionale e uno per la Groenlandia Meridionale, che vennero fusi assieme solo nel 1951; per tutto questo tempo la maggior parte delle decisioni vennero prese a Copenaghen, dove i groenlandesi non avevano rappresentanza.
Verso la fine del XIX secolo, il monopolio danese sui commerci venne criticato dai mercanti; si sostenne che esso danneggiava gli interessi economici dei nativi, bloccando lo sviluppo di una industria della pesca che potenzialmente poteva dare grandi profitti. Molti groenlandesi comunque erano abbastanza soddisfatti dello status quo, poiché sentivano che il monopolio assicurava il futuro della caccia alla balena. Nonostante ciò, i danesi spostarono gradualmente i loro investimenti verso l'industria conserviera legata alla pesca.

## Importanza strategica
All'inizio del XX secolo la Danimarca intavolò trattative con altri stati tra cui gli Stati Uniti per ottenere il loro assenso all'estensione della sovranità danese sull'intera Groenlandia. Le trattative con gli USA iniziarono nell'ottobre 1915 e si conclusero il 4 agosto 1916 con il riconoscimento da parte degli States della supremazia danese su tutta la Groenlandia; in cambio i Danesi cedettero agli USA le Indie occidentali danesi. Dopo la fine della guerra la Danimarca chiese l'assenso anche agli altri stati tra cui Regno Unito (16 marzo 1920), Italia (17 marzo 1920), Francia (20 marzo 1920) e Giappone (12 maggio 1920). Mentre francesi, italiani e nipponici non mossero obiezioni, il Regno Unito, pur riconoscendo la sovranità danese il 6 settembre 1920, si riservò il diritto di essere consultato dai Danesi prima di un eventuale cessione dell'Isola ad un altro Stato.
Dopo che riottenne la piena indipendenza nel 1905, la Norvegia si rifiutò di accettare la sovranità danese sulla Groenlandia, che era stata un suo possedimento e le era stata tolta nel 1814. Nel 1931 il baleniere norvegese Hallvard Devold occupò di sua iniziativa la Groenlandia orientale disabitata; a fatto avvenuto, l'occupazione venne appoggiata dal governo norvegese. Questa terra fu chiamata Terra di Erik il Rosso e fu eletto governatore Helge Ingstad, esploratore famoso per aver scoperto le rovine norrene a L'Anse aux Meadows. Due anni dopo, il 5 aprile, la corte permanente di giustizia internazionale sentenziò in favore del punto di vista danese, che venne accettato dalla Norvegia.
Durante la seconda guerra mondiale, quando la Germania estese le sue operazioni di guerra alla Groenlandia, Henrik Kauffmann, l'ambasciatore danese negli Stati Uniti che aveva già rifiutato di riconoscere l'occupazione tedesca della Danimarca, aiutato dai governatori della Groenlandia Eske Brun e Aksel Svane, firmò il 9 aprile 1941 un trattato con gli USA che garantiva all'esercito statunitense il permesso di stabilire delle stazioni in Groenlandia. A causa delle difficoltà del governo danese a governare l'isola durante la guerra, e grazie al successo delle esportazioni, in particolare di criolite, la Groenlandia finì per godere di uno status abbastanza indipendente; i suoi rifornimenti vennero garantiti da USA e Canada.

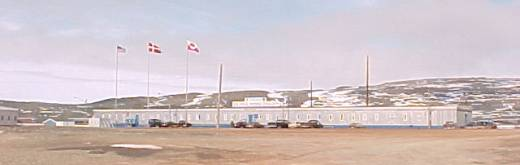
La Base Aerea di Thule, creata durante la seconda guerra mondiale, è la base più settentrionale dell'USAF.

Durante la Guerra Fredda, la Groenlandia ebbe una importanza strategica, in quanto controllava parte del passaggio tra i porti sovietici sull'Artico e l'Oceano Atlantico, oltre ad essere una buona base per l'osservazione di qualsiasi uso di missili balistici intercontinentali, le cui rotte erano tipicamente programmate per passare sopra l'Artico. Gli USA tornarono di conseguenza ad essere molto interessati alla Groenlandia e nel 1946 provarono addirittura a comprarla offrendo ben 100 000 000 $ alla Danimarca, che rifiutò l'offerta.
Nel 1951 il Trattato Kauffman venne sostituito da un altro. La Base Aerea di Thule, a Thule (l'odierna Qaanaaq) nel nord-ovest dell'isola, venne resa una base permanente. Nel 1953, alcune famiglie Inuit vennero costrette dalla Danimarca a spostare le loro case per fornire spazio per l'ampliamento della base; per questo motivo, la base è stata fonte di attriti tra il governo danese e la popolazione groenlandese. Questi attriti non fecero altro che crescere quando il 21 gennaio 1968 si verificò un incidente nucleare: un B-52 Stratofortress che trasportava quattro bombe all'idrogeno, si schiantò vicino alla base, versando grandi quantità di plutonio sul ghiaccio; anche se la maggior parte del plutonio venne recuperata, i nativi raccontano ancora delle risultanti deformazioni negli animali. Lo scandalo coinvolgente membri del parlamento danese, risalente al 1995 e denominato Thulegate, svelò che la Danimarca autorizzò gli aerei statunitensi ad attraversare i cieli della Groenlandia con armi nucleari e che ciò avveniva di routine nel periodo in cui avvenne l'incidente.
Un'altra recente controversia riguarda il Ballistic Missile Early Warning System (BMEWS), che la United States Air Force ha aggiornato negli anni recenti trasformandolo in un radar phased array. Alcuni sono contrari al BMEWS in quanto temono che in caso di guerra nucleare il BMEWS verrebbe scelto come obiettivo da colpire mettendo a repentaglio la vita della popolazione locale.

## Autogoverno

La bandiera della Groenlandia, adottata nel 1985

Lo status coloniale della Groenlandia venne abolito nel 1953, quando divenne parte integrante del regno danese, con rappresentanza nel Folketing. La Danimarca iniziò anche un programma per fornire assistenza medica e istruzione ai groenlandesi; per questo motivo, la popolazione divenne sempre più concentrata nelle città. Poiché gran parte degli abitanti erano pescatori e ebbero difficoltà a trovare lavoro nelle città, questi movimenti di popolazione potrebbero aver contribuito alla disoccupazione e ad altri problemi sociali che hanno afflitto la Groenlandia negli ultimi anni.
Quando la Danimarca decise di entrare a far parte della Comunità Economica Europea (che sarebbe in seguito diventata l'Unione europea), gli attriti con l'ex colonia crebbero: i Groenlandesi ritenevano che l'unione doganale europea avrebbe danneggiato i loro commerci, che avvenivano principalmente con nazioni non europee quali Stati Uniti e Canada. Dopo che la Danimarca, Groenlandia inclusa, entrò nell'unione nel 1973 (nonostante il 70,3% dei Groenlandesi avesse votato no al referendum), molti abitanti pensarono che la rappresentanza a Copenaghen non fosse sufficiente, e i partiti locali iniziarono a richiedere l'autogoverno; il Folketing lo concesse nel 1978, e la legge entrò in vigore l'anno seguente. Il 23 febbraio 1982, una maggioranza del 53% della popolazione groenlandese votò per abbandonare la Comunità Europea, cosa che avvenne nel 1985.
La Groenlandia autogovernantesi si è presentata al mondo come una nazione Inuit; i toponimi danesi sono stati sostituiti: il centro della civilizzazione danese sull'isola, Godthåb, è diventata Nuuk, la capitale di una nazione "vicina alla sovranità". Nel 1985 venne creata la bandiera groenlandese, usando i colori della Dannebrog danese. Comunque, il movimento per la sovranità completa è ancora debole.
Le relazioni internazionali, un campo in precedenza gestito dalla Danimarca, sono ora ampiamente competenza, anche se non completamente, del governo locale. Dopo aver lasciato l'UE, la Groenlandia ha firmato uno speciale trattato con l'Unione, oltre ad essere entrata in diverse organizzazioni più piccole, non da ultimo con Islanda e Isole Fær Øer, e con le popolazioni Inuit del Canada e della Russia. È stata anche uno dei fondatori del Consiglio artico per la cooperazione ambientale nel 1996. La rinegoziazione del trattato del 1951 tra Danimarca e Stati Uniti, con una partecipazione diretta del governo groenlandese, è una delle questioni aperte, e la Commissione sull'Autogoverno (1999-2003) suggerì che la Groenlandia dovesse puntare a trasformare la Base Aerea di Thule in una stazione internazionale di sorveglianza e tracciamento dei satelliti, soggetta alle Nazioni Unite.
Le tecnologie moderne hanno reso la Groenlandia più accessibile, non da ultimo grazie alle innovazioni nell'aviazione; tuttavia, la capitale Nuuk manca ancora di un aeroporto internazionale (si veda Trasporti in Groenlandia). Le prime trasmissioni televisive iniziarono nel 1982.
Il 26 novembre 2008 è passato in Danimarca il referendum sull'autodeterminazione, con una percentuale del 75,5% di favorevoli.
Con questa riforma si sono rivisti statuti dell'autonomia, secondo i quali, a partire dal 21 giugno 2009, i groenlandesi sono riconosciuti come popolo dalla Danimarca e possono gestire autonomamente le proprie risorse naturali come petrolio, gas, diamanti e piombo, divenendo i proprietari di tutto ciò che si trova nel loro sottosuolo.
Viene riconosciuto inoltre il groenlandese come lingua locale (variante delle lingue eschimesi) e la possibilità di avere una polizia autonoma. L'alta affluenza alle urne (quasi il 72% dei 39.000 elettori) fa prospettare ad alcuni analisti la possibilità di richiesta d'indipendenza della regione artica dalla madrepatria.
Nell'agosto 2019, il presidente statunitense Donald Trump ha espresso l'interesse per l'acquisto della Groenlandia da parte degli Stati Uniti d'America. Gli USA tentarono di acquistare la Groenlandia già nel 1867, mentre nel 1946 ritentarono l'acquisto offrendo 100 milioni di dollari. Peraltro, già nel 1917 Woodrow Wilson acquistò dalla Danimarca per 25 milioni di dollari (501 milioni attualizzati nel 2019) le Indie occidentali danesi, ridenominate poi Isole Vergini Americane. La ministra di Stato della Danimarca Mette Frederiksen, definendo la richiesta di Trump come assurda, rispose che il territorio non era in vendita e che la Groenlandia appartiene a se stessa, e non alla Danimarca. A seguito di ciò, Trump annullò un viaggio ufficiale programmato per settembre a Copenaghen.